# 16 marca
16 marca jest 75. (w latach przestępnych 76.) dniem w kalendarzu gregoriańskim. Do końca roku pozostaje 290 dni.

## Święta
- Imieniny obchodzą: Abraham, Agapit, Antoni, Artemia, Budzimir, Cyriak, Dzirżyterg, Gabriel, Herbert, Herybert, Hiacynt, Hilary, Izabela, Julian, Karol, Longin, Miłostryj, Natalis, Przybymir, Walenty i Walentyn.
- Wspomnienia i święta w Kościele katolickim[1][2] obchodzą:
  - św. Abban z Magheranoidhe (irlandzki zakonnik)
  - św. Dentelin (dziecko) (również 14 lipca)
  - św. Gabriel Lalemant
  - św. Herybert z Kolonii (biskup)

## Wydarzenia w Polsce
- 1330 – Król Czech Jan Luksemburski odsprzedał zakonowi krzyżackiemu ziemię dobrzyńską, którą z pomocą krzyżacką zdobył na Polsce rok wcześniej.
- 1413 – Książę Wacław II przekazał władzę nad Legnicą Ludwikowi II Brzeskiemu.
- 1428 – (lub 15 marca) Czescy husyci zdobyli i spalili Prudnik.
- 1464 – Biskup Paweł Legendorf wystąpił z zakonu krzyżackiego i przeszedł na stronę Związku Pruskiego. Cała Warmia uznała zwierzchnictwo króla polskiego.
- 1485 – Całkowite zaćmienie Słońca widoczne w południowej Polsce.
- 1569 – Król Zygmunt II August wydał dekret inkorporujący Prusy Królewskie do Korony.
- 1596 – Prawdopodobnie tego dnia król Zygmunt III Waza przybył do Warszawy w celu przeniesienia do niej z Krakowa swej królewskiej rezydencji[3].
- 1657 – Potop szwedzki: mieszkańcy Krosna, przy pomocy oddziałów chłopskich ks. Mikołaja Famrcy’ego, odparli atak sprzymierzonych ze Szwedami wojsk siedmiogrodzkich księcia Jerzego II Rakoczego.
- 1660 – Na zamku kasztelana wojnickiego Jana Wielopolskiego w Rożnowie zakończyła się publiczna dysputa teologiczna między przedstawicielami braci polskich a duchownymi katolickimi (11-16 marca).
- 1717 – W żydowskiej dzielnicy Poznania wybuchł pożar, który objął niemal całe miasto.
- 1901:
  - W Krakowie uruchomiono pierwszą wąskotorową linię tramwaju elektrycznego.
  - W Teatrze Miejskim w Krakowie odbyła się premiera Wesela Stanisława Wyspiańskiego.
- 1916 – I wojna światowa: rozpoczęła się niemiecko-rosyjska bitwa nad jeziorem Narocz.
- 1921 – Premiera filmu niemego Cud nad Wisłą w reżyserii Ryszarda Bolesławskiego.
- 1928 – Premiera filmu niemego Huragan w reżyserii Józefa Lejtesa.
- 1930:
  - Radio Kraków po raz pierwszy przeprowadziło transmisję mszy świętej z katedry wawelskiej.
  - W katastrofie samolotu sportowego JD-2 w Warszawie zginęły 2 osoby.
  - W kościołach katolickich na terenie kraju odbyły się modlitwy za prześladowanych w ZSRR.
- 1932 – Strajk powszechny 300 tys. robotników zorganizowany przez Komisję Centralną Związków Zawodowych.
- 1933 – Wydłużono czas pracy z 46 do 48 godzin tygodniowo.
- 1942 – Niemcy rozpoczęli likwidację lubelskiego getta (akcja „Reinhardt”).
- 1943 – Sergiusz Kościałkowski ps. „Fakir” zastrzelił w Wilnie, dziennikarza Czesława Ancerewicza wykonując na nim wyrok polskiego podziemia za kolaborację.
- 1944 – W nocy z 15 na 16 marca, w odwecie za masakrę Polaków w pobliskim Tucznem, oddział AK przybyły ze Lwowa dokonał we wsi Chlebowice Świrskie mordu na 54 Ukraińcach i omyłkowo na 6 Polakach.
- 1945 – Na północny wschód od Gdańska zatonął po wejściu na radziecką minę niemiecki okręt podwodny U-367 wraz z całą, 43-osobową załogą.
- 1959 – W Słupsku zlikwidowano komunikację tramwajową.
- 1971 – Telewizja Polska nadała pierwszy program w kolorze przy użyciu francuskiego systemu SECAM.
- 1981 – Premiera filmu W biały dzień w reżyserii Edwarda Żebrowskiego.
- 1985 – Otwarto Muzeum Walk o Wał Pomorski w Mirosławcu.
- 1999 – Na antenie Polsatu wyemitowano pierwszy odcinek serialu komediowego Świat według Kiepskich w reżyserii Okiła Khamidowa.
- 2007:
  - PZL Mielec zostały kupione przez Sikorsky Aircraft Corporation.
  - Rozpoczęła działalność sieć telefonii komórkowej Play.
- 2023 – Sąd Okręgowy w Gdańsku uznał winnym zarzucanego mu czynu i skazał na karę dożywotniego pozbawienia wolności z możliwością zwolnienia warunkowego po 40 latach 31-letniego Stefana Wilmonta, który w styczniu 2019 roku zamordował urzędującego prezydenta miasta Pawła Adamowicza.

## Wydarzenia na świecie

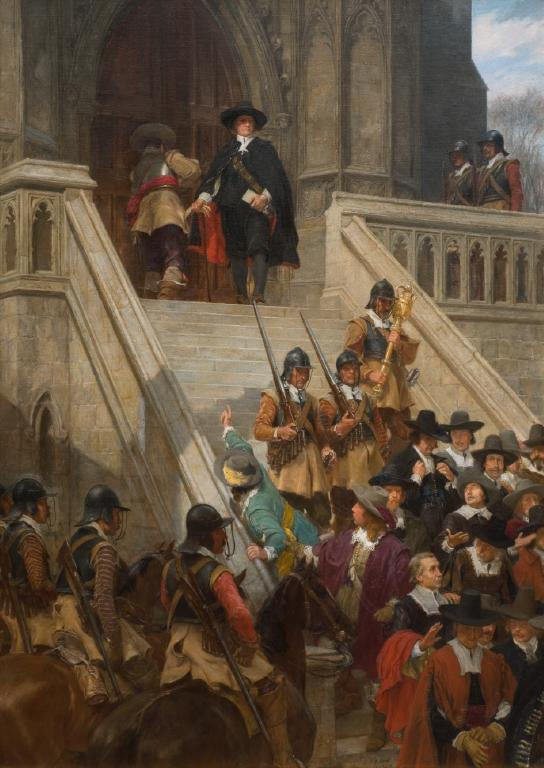
Oliver Cromwell rozwiązuje Długi Parlament – obraz Andrew Gowa z roku 1907

- 597 p.n.e. – Wojska króla Babilonii Nabuchodonozora II zdobyły Jerozolimę.
- 455 – Cesarz Walentynian III został zamordowany mieczem przez jednego z żołnierzy w czasie przeglądu wojska na Polu Marsowym w Rzymie.
- 1041 – Wojska katepana Italii Michała Dukeiana poniosły klęskę w bitwie pod Vanosą z wojskami lombardzko-normandzkimi.
- 1190 – W angielskim Yorku doszło do pogromu 150-500 Żydów.
- 1244 – Po 10 miesiącach oblężenia krzyżowcy zdobyli Montségur w Pirenejach, ostatnią twierdzę katarów. Około 200 obrońców zostało spalonych na stosach.
- 1322 – Wojska króla Anglii Edwarda II rozgromiły zbuntowanych baronów w bitwie pod Boroughbridge.
- 1412 – Radeberg w Saksonii otrzymał prawa miejskie.
- 1421 – W czasie ofensywy po odparciu I krucjaty antyhusyckiej wojska husyckie pod wodzą Jana Žižki zdobyły Chomutov i dokonały masakry obrońców.
- 1452 – Cesarz rzymsko-niemiecki Fryderyk III Habsburg ożenił się z księżniczką portugalską Eleonorą Aviz.
- 1457 – W Budzie został ścięty węgierski arystokrata i dowódca wojskowy Władysław Hunyady, skazany na śmierć za zamordowanie hrabiego Celje Ulryka II.
- 1458 – Lambert Grimaldi został seniorem Monako.
- 1517 – Zakończył obrady Sobór laterański V.
- 1521 – Ferdynand Magellan odkrył Filipiny.
- 1534 – Anglia zerwała ostatecznie stosunki z Kościołem katolickim.
- 1578 – Król Francji Henryk III Walezy wydał patent na budowę Pont Neuf, najstarszego istniejącego mostu w Paryżu.
- 1621 – Posługujący się łamaną angielszczyzną wódz indiański Samoset odwiedził angielskich kolonistów (tzw. Pielgrzymów) z Kolonii Plymouth nad zatoką Cape Cod w dzisiejszym stanie Massachusetts, wypowiadając słynne słowa: Witajcie, Anglicy!.
- 1660 – Został rozwiązany angielski Długi Parlament.
- 1669 – Podpisano tzw. Artykuły głuchowskie – umowę pomiędzy hetmanem Ukrainy Lewobrzeżnej Demianem Mnohohrisznym a przedstawicielami cara Rosji Aleksego I Romanowa.
- 1710 – Biskup wileński Konstanty Kazimierz Brzostowski poświęcił kościół jezuitów w Mińsku, obecną archikatedrę Najświętszego Imienia Najświętszej Maryi Panny.
- 1731 – Podpisano traktat wiedeński, który potwierdzał istnienie antyhiszpańskiego tzw. „Quadruple Alliance” z udziałem: Austrii, Anglii, Francji i Holandii.
- 1742 – I wojna śląska: na zamku Špilberk w oblężonym przez wojska pruskie Brnie doszło do pożaru i wybuchu amunicji, w wyniku czego zginęło 29 członków załogi.
- 1754 – Thomas Pelham-Holles został premierem Wielkiej Brytanii.
- 1782 – Król Ferdynand I Burbon wydał dekret o zniesieniu inkwizycji sycylijskiej.
- 1792 – Na balu maskowym postrzelono króla Szwecji Gustawa III, w wyniku czego zmarł 29 marca.
- 1798 – Na terenie zajętego przez wojska francuskie szwajcarskiego kantonu Valais ogłoszono powstanie republiki rewolucyjnej.
- 1802 – Założono amerykańską Akademię Wojskową w West Point.
- 1812 – Wojna na Półwyspie Iberyjskim: wojska brytyjsko-portugalskie rozpoczęły oblężenie francuskiego garnizonu w hiszpańskim Badajoz.
- 1813 – Prusy wypowiedziały wojnę Francji.
- 1815 – Wilhelm I został królem Zjednoczonych Niderlandów.
- 1818 – Hiszpanie pokonali powstańców chilijskich w drugiej bitwie pod Cancha Rayada.
- 1830 – Została odkryta kometa jednopojawieniowa C/1830 F1.
- 1833 – W Teatro La Fenice w Wenecji odbyła się premiera opery Beatrycze z Tendy Vincenzo Belliniego.
- 1843 – Założono miasto Petrópolis w Brazylii[4].
- 1850 – Ukazała się powieść Szkarłatna litera Nathaniela Hawthorne’a.
- 1851 – Zawarto konkordat między Hiszpanią a Państwem Kościelnym.
- 1861 – Sformowano Korpus Piechoty Morskiej Stanów Skonfederowanych.
- 1865 – Wojna secesyjna: nierozstrzygnięta bitwa pod Averasborough.
- 1872 – W pierwszym w historii meczu finałowym o Puchar Anglii w piłce nożnej Wanderers F.C. pokonali Royal Engineers A.F.C. 1:0.
- 1894 – W Paryżu odbyła się premiera opery Thaïs Jules’a Masseneta.
- 1895:
  - 52 górników zginęło w katastrofie w kopalni „Hohenegger” w Karwinie na Śląsku Cieszyńskim.
  - Niemiecki astronom Max Wolf odkrył planetoidę (401) Ottilia.
- 1898 – Założono Włoski Związek Piłki Nożnej.
- 1900 – Brytyjski archeolog Arthur Evans zakupił ziemię na której znajdują się ruiny pałacu w Knossos na Krecie, celem przeprowadzenia prac wykopaliskowych.
- 1906 – W trzęsieniu ziemi o magnitudzie 7,1 na Tajwanie zginęło około 1300 osób.
- 1907 – Petyr Gudew został premierem Księstwa Bułgarii.
- 1911:
  - Las Vegas uzyskało prawa miejskie.
  - W Budapeszcie założono klub piłkarski Vasas SC.
- 1912 – Założono norweski klub piłkarski Stabæk IF.
- 1914 – Henriette Caillaux, żona francuskiego ministra finansów Josepha, zastrzeliła wydawcę gazety „Le Figaro” Gastona Calmette’a, który groził opublikowaniem jej listów miłosnych z okresu trwania pierwszego małżeństwa jej męża.
- 1915 – Zwodowano amerykański pancernik USS „Pennsylvania”.
- 1917 – I wojna światowa: na Morzu Norweskim uzbrojony statek handlowy SS „Dundee” i krążownik HMS „Achilles” zatopiły niemiecki statek handlowy SMS „Leopard” wraz z całą, 319-osobową załogą.
- 1919 – Walter Gropius zjednoczył i reaktywował szkołę budownictwa Bauhaus w Weimarze.
- 1921:
  - Władze obalonej przez bolszewików Demokratycznej Republiki Gruzji udały się na wygnanie do Turcji.
  - W Moskwie podpisano sowiecko-turecki traktat graniczny.
- 1923 – Założono hiszpański klub piłkarski UD Salamanca.
- 1925 – W trzęsieniu ziemi o sile 7,1 stopnia w skali Richtera w chińskiej prowincji Yunnan zginęło 5 tys. osób.
- 1926 – Amerykanin Robert Goddard przeprowadził pierwszą próbę startu rakiety napędzanej paliwem płynnym.
- 1928 – Niemiecki astronom Arnold Schwassmann odkrył planetoidę (1303) Luthera.
- 1934 – Odbyła się 6. ceremonia wręczenia Oscarów.
- 1935 – W III Rzeszy wprowadzono obowiązkową służbę wojskową, co było jednoznacznym zerwaniem traktatu wersalskiego. Powstał Wehrmacht.
- 1937:
  - Davao na filipińskiej wyspie Mindanao uzyskało prawa miejskie.
  - Dokonano oblotu holenderskiego myśliwca Fokker G.I.
- 1939 – Utworzono Protektorat Czech i Moraw.
- 1940 – II wojna chińsko-japońska: rozpoczęła się bitwa pod Wuyuan.
- 1941 – Wojna grecko-włoska: klęską wojsk włoskich zakończyła się ich ofensywa wiosenna (9-16 marca).
- 1942 – Na poligonie w Peenemünde odbył się pierwszy (nieudany) start rakiety V-2.
- 1943 – Bitwa o Atlantyk: rozpoczął się największy atak tzw. „wilczego stada” niemieckich okrętów podwodnych, w trakcie którego do 19 marca zatopiły one 22 statki o łącznej pojemności 147 196 BRT z alianckich konwojów SC-122 i HX-229, tracąc jedynie okręt U-384.
- 1944:
  - Bitwa o Atlantyk: niemiecki okręt podwodny U-392 wraz z 52-osobową załogą został zatopiony bombami głębinowymi w Cieśninie Gibraltarskiej przez amerykańskie samoloty i brytyjskie okręty.
  - Wojna na Pacyfiku: u wybrzeży Honsiu amerykański okręt podwodny USS „Tautog” odpalił torpedy w kierunku liczącego 7 jednostek japońskiego konwoju, zatapiając statek transportowo-pasażerski „Nichiren Maru” i niszczyciel „Shirakumo”.
  - W ZSRR została sformowana 1. Armia Polska.
- 1945:
  - Front wschodni: zakończyła się nieudana niemiecka operacja balatońska (6-16 marca).
  - Front zachodni: samoloty RAF zbombardowały Würzburg, w wyniku czego zginęło 5 tys. osób.
- 1946 – Nat King Cole nagrał oryginalną wersję piosenki Route 66 napisanej przez Bobby’ego Troupa.
- 1947:
  - 23-letnia Margaret Truman (jedyne dziecko urzędującego prezydenta Harry’ego Trumana) zadebiutowała w ogólnokrajowym radiu jako śpiewaczka z Detroit Symphony Orchestra.
  - Dokonano oblotu amerykańskiego samolotu pasażerskiego Convair CV-240.
- 1952 – W mieście Cilaos na wyspie Reunion zanotowano największą w historii ilość opadów deszczu w ciągu doby (1870 mm).
- 1955:
  - Brazylijczyk Adhemar Ferreira da Silva ustanowił rekord świata w trójskoku (16,56 m).
  - Na wyspie Kiusiu w Japonii utworzono Park Narodowy Saikai.
- 1958 – Wyprodukowano 50-milionowy samochód marki Ford.
- 1960 – Premiera francuskiego filmu kryminalnego Do utraty tchu w reżyserii Jean-Luca Godarda.
- 1962:
  - W odwecie za syryjskie ataki na izraelskich rybaków na Jeziorze Tyberiadzkim wojsko izraelskie przeprowadziło atak na syryjskie posterunki w wiosce Al-Nuqayb. Podczas operacji zginęło 30 syryjskich i 7 izraelskich żołnierzy, a 7 kolejnych zostało rannych.
  - Wyczarterowany przez amerykańską armię, odbywający lot z bazy wojskowej w Kalifornii do Wietnamu Południowego, samolot pasażerski Lockheed Constellation ze 107 osobami na pokładzie zaginął bez śladu nad zachodnim Pacyfikiem.
- 1964 – Brytyjczyk Peter Smithers został sekretarzem generalnym Rady Europy.
- 1968:
  - Koncern General Motors wyprodukował swój 100-milionowy samochód (Oldsmobile Toronado).
  - Wojna wietnamska: amerykańscy żołnierze dokonali masakry kilkuset mieszkańców wioski Mỹ Lai.
- 1969 – Krótko po starcie z Maracaibo rozbił się mający lecieć do Miami wenezuelski samolot McDonnell Douglas DC-9, w wyniku czego zginęło 155 osób (w tym 71 na ziemi).
- 1971 – Premiera włoskiego dramatu filmowego Sacco i Vanzetti w reżyserii Giuliano Montaldo.
- 1973 – W Leuenbergu w Szwajcarii większość europejskich Kościołów luterańskich i reformowanych oraz Kościoły ewangelicko-unijne, waldensów i braci czeskich podpisały Konkordię Leuenberską.
- 1976 – Harold Wilson ogłosił rezygnację ze stanowisk premiera Wielkiej Brytanii i przewodniczącego Partii Pracy.
- 1978:
  - 73 osoby (w tym 39 Polaków) zginęły 130 km na północny wschód od Sofii w katastrofie lecącego do Warszawy bułgarskiego samolotu Tu-134.
  - U wybrzeży Bretanii zatonął hiszpański tankowiec „Amoco Cadiz” z 223 tys. ton ropy naftowej.
  - W centrum Rzymu terroryści z organizacji Czerwone Brygady, po zastrzeleniu 5 ochroniarzy, porwali byłego premiera Włoch Aldo Moro. Jego podziurawione kulami ciało odnaleziono 9 maja w bagażniku samochodu porzuconego na rzymskiej ulicy.
  - W polskiej stacji badawczej na Wyspie Króla Jerzego uruchomiono latarnię morską „Arctowski”.
- 1979:
  - Premiera amerykańskiego filmu katastroficznego Chiński syndrom w reżyserii Jamesa Bridgesa.
  - Po wystąpieniu Iranu rozwiązano Organizację Paktu Centralnego (CENTO).
  - Zakończyła się nierozstrzygnięta wojna chińsko-wietnamska.
- 1980 – 50-letni Ronnie Biggs, który w 1963 roku brał udział w tzw. napadzie stulecia na pociąg w angielskim Mentmore w hrabstwie Buckinghamshire, został porwany przez grupę brytyjskich wojskowych z Rio de Janeiro, gdzie ukrywał się po ucieczce z brytyjskiego więzienia i przetransportowany na Barbados. Po odmowie przez miejscowe władze wydania go Wielkiej Brytanii wrócił do Brazylii.
- 1981 – W Mauretanii doszło do nieudanej próby zamachu stanu.
- 1983 – Po porażce 2:3 w rewanżowym meczu ćwierćfinałowym z Liverpool F.C., Widzew Łódź awansował do półfinału PEMK. W pierwszym meczu w Łodzi wygrał 2:0.
- 1984:
  - RPA i Mozambik zawarły w Komatipoort porozumienie o nieagresji.
  - Szef bejruckiej placówki CIA William Buckley został porwany przez terrorystów z Dżihadu.
- 1987 – Po raz pierwszy zostały przyznane hiszpańskie nagrody filmowe Goya.
- 1988 – Iracka armia przeprowadziła atak gazowy na kurdyjskie miasto Halabdża, w wyniku czego zginęło ok. 5 tys. osób, kilka tysięcy zostało okaleczonych.
- 1994 – Jozef Moravčík został premierem Słowacji.
- 1995 – Stan Missisipi ratyfikował znoszącą niewolnictwo 13. poprawkę do konstytucji USA.
- 2000 – Ukazało się pierwsze wydanie rosyjskiego dziennika „Wriemia Nowostiej”.
- 2002 – Rozpoczęła się misja Polskiego Kontyngentu Wojskowego w Afganistanie.
- 2003 – Wen Jiabao został premierem Chin.
- 2004 – 58 osób zginęło w wyniku wybuchu gazu w budynku mieszkalnym w rosyjskim Archangielsku.
- 2005 – Izrael przekazał Jerycho Palestyńczykom.
- 2008 – U wybrzeży Australii Zachodniej odnaleziono wraki krążowników HMAS „Sydney” i HSK „Kormoran”, które przed 66 laty zatonęły w wyniku stoczonej bitwy morskiej.
- 2009 – W wyniku wojskowego zamachu stanu na Madagaskarze został obalony prezydent Marc Ravalomanana.
- 2010 – W wyniku pożaru uległy zniszczeniu grobowce Kasubi w Ugandzie.
- 2012 – Nicolae Timofti został wybrany przez parlament na urząd prezydenta Mołdawii.
- 2013 – 94,49% spośród głosujących w referendum w Zimbabwe opowiedziało się za przyjęciem nowej konstytucji.
- 2014 – Na Krymie odbyło się referendum w sprawie przyłączenia półwyspu do Rosji.
- 2019 – Na Słowacji odbyła się pierwsza tura wyborów prezydenckich. Do drugiej tury przeszli: Zuzana Čaputová (40,6%) i Maroš Šefčovič (18,7%).
- 2021 – 21-letni Robert Aaron Long zastrzelił w Atlancie i jej okolicach 8 osób (w tym 6 kobiet azjatyckiego pochodzenia), a jedną zranił.
- 2022 – Inwazja Rosji na Ukrainę: w rosyjskim ataku lotniczym na teatr w Mariupolu zginęło ok. 300 osób.
- 2025 – 59 osób zginęło, a 155 zostało rannych w pożarze klubu nocnego w macedońskim mieście Koczani.

## Eksploracja kosmosu
- 1962 – Z kosmodromu Kapustin Jar został wystrzelony radziecki satelita technologiczny Kosmos 1.
- 1966:
  - Po 22 dniach spędzonych w kosmosie powróciły na Ziemię w kapsule statku Kosmos 110 psy Ugoliok i Weterok.
  - Rozpoczęła się amerykańska misja kosmiczna Gemini 8, w trakcie której odbyło się pierwsze w historii dokowanie dwóch statków kosmicznych na orbicie. 30 minut po połączeniu zestaw Gemini 8 – Agena Target Vehicle zaczął wirować, a załoga (Neil Armstrong i David Scott) powróciła na Ziemię w trybie awaryjnym.
- 1975 – Amerykańska sonda Mariner 10 zbliżyła się po raz trzeci i ostatni przed utratą łączności do Markurego.

## Urodzili się
- 1399 – Xuande, cesarz Chin (zm. 1435)
- 1435 – Johann Geiler von Kaisersberg, szwajcarski kaznodzieja, teolog (zm. 1510)
- 1465 – Kunegunda Habsburg, arcyksiężniczka austriacka, księżna bawarska (zm. 1520)
- 1473 – Henryk Pobożny, książę Saksonii (zm. 1541)
- 1568 – Juan Martínez Montañés, hiszpański rzeźbiarz (zm. 1649)
- 1581 – Pieter Corneliszoon Hooft, holenderski poeta, dramaturg, historyk (zm. 1647)
- 1585:
  - Gerbrand Adriaensz Bredero, holenderski poeta, dramaturg (zm. 1618)
  - Hiacynta Mariscotti, włoska franciszkanka, święta (zm. 1640)
- 1596 – Ebba Brahe, szwedzka hrabina, dama dworu (zm. 1674)
- 1609 – Agostino Mitelli, włoski malarz (zm. 1660)
- 1611 – Mu’an Xingtao, chiński mistrz chan i zen (zm. 1684)
- 1621 – Georg Neumark, niemiecki muzyk, kompozytor, poeta (zm. 1681)
- 1654 – Andreas Acoluthus, niemiecki orientalista, lingwista, pedagog (zm. 1704)
- 1657 – Susanna Elizabeth Zeidler, niemiecka poetka (zm. ok. 1706)
- 1663:
  - Christoph Hackner, śląski architekt (zm. 1741)
  - Jean-Baptiste Matho, francuski kompozytor (zm. 1743)
- 1671 – Nicolo Foscarini, wenecki dyplomata (zm. 1752)
- 1687 – Zofia Dorota Hanowerska, królowa Prus (zm. 1757)
- 1698 – José de Carvajal y Lancaster, hiszpański polityk, pierwszy sekretarz stanu (zm. 1754)
- 1729 – Maria Luiza Albertyna z Leiningen-Dagsburga-Falkenburga, niemiecka arystokratka (zm. 1818)
- 1738 – Józef Kazimierz Kossakowski, polski duchowny katolicki, biskup inflancki, działacz polityczny (zm. 1794)
- 1739 – George Clymer, amerykański przedsiębiorca, polityk, kongresman (zm. 1813)
- 1740 – Johann Jacob Schweppe, niemiecki jubiler, zegarmistrz (zm. 1821)
- 1745 – Jean-Baptiste Carrier, francuski polityk, rewolucjonista (zm. 1794)
- 1750 – Caroline Herschel, brytyjska astronom pochodzenia niemieckiego (zm. 1848)
- 1751 – James Madison, amerykański polityk, prezydent USA (zm. 1836)
- 1766 – Jean-Frédéric Waldeck, francuski antykwariusz, kartograf (zm. 1875)
- 1771 – Antoine-Jean Gros, francuski malarz (zm. 1835)
- 1774:
  - Matthew Flinders, brytyjski podróżnik, odkrywca (zm. 1814)
  - Józef Rzodkiewicz, polski szlachcic, pułkownik, uczestnik insurekcji kościuszkowskiej (zm. 1828)
- 1789:
  - Francis Rawdon Chesney, brytyjski generał (zm. 1872)
  - Georg Ohm, niemiecki fizyk, matematyk, wykładowca akademicki (zm. 1854)
- 1793 – Eugeniusz (Hakmann), ukraiński duchowny prawosławny, metropolita bukowiński, polityk (zm. 1873)
- 1798 – Józef Alojzy Pukalski, polski duchowny katolicki, biskup tarnowski (zm. 1885)
- 1799 – Anna Atkins, brytyjska botanik, fotograf (zm. 1871)
- 1800 – Ninkō, cesarz Japonii (zm. 1846)
- 1803 – Aleksander Ludwik Kozubowski, polski architekt (zm. 1853)
- 1805 – Józef Patelski, polski szlachcic, wojskowy (zm. 1887)
- 1816 – Antonio Salviati, włoski prawnik, przedsiębiorca (zm. 1890)
- 1818:
  - Antoni Daveluy, francuski duchowny katolicki, misjonarz, męczennik, święty (zm. 1866)
  - Kazimierz Józef Wnorowski, polski duchowny katolicki, biskup lubelski (zm. 1885)
- 1821 – Ernest-Aimé Feydeau, francuski pisarz (zm. 1873)
- 1822:
  - Rosa Bonheur, francuska malarka, rzeźbiarka (zm. 1899)
  - John Pope, amerykański generał (zm. 1892)
- 1824 – Aleksiej Bogolubow, rosyjski malarz pejzażysta (zm. 1896)
- 1825 – Camilo Castelo Branco, portugalski pisarz (zm. 1890)
- 1835:
  - Valentin Magnan, francuski psychiatra (zm. 1916)
  - Julius Schottländer, niemiecki kupiec, posiadacz ziemski, filantrop pochodzenia żydowskiego (zm. 1911)
- 1836:
  - Andrew Smith Hallidie, amerykański inżynier (zm. 1900)
  - Daniel B. Lucas, amerykański prawnik, poeta (zm. 1909)
- 1839:
  - Sully Prudhomme, francuski poeta, laureat Nagrody Nobla (zm. 1907)
  - John Butler Yeats, irlandzki malarz (zm. 1922)
- 1840 – Józef Gabriel Brochero, argentyński duchowny katolicki, święty (zm. 1914)
- 1842 – Jan, infant portugalski (zm. 1861)
- 1846:
  - Jurgis Bielinis, litewski publicysta, kolporter literatury podziemnej (zm. 1918)
  - Magnus Gösta Mittag-Leffler, szwedzki baron, matematyk (zm. 1927)
- 1849 – Friedrich Karl Brugmann, niemiecki językoznawca (zm. 1919)
- 1850 – Józef Krupa, polski botanik, pedagog (zm. 1889)
- 1852 – Gentarō Kodama, japoński generał, gubernator generalny Tajwanu (zm. 1906)
- 1856 – Napoleon IV Bonaparte, pretendent do francuskiego tronu cesarskiego (zm. 1879)
- 1859 – Aleksandr Popow, rosyjski fizyk (zm. 1906)
- 1866 – Izabela Textorisová, słowacka urzędniczka pocztowa, botanik (zm. 1949)
- 1868 – Karol Bahrke, polski drukarz, wydawca, redaktor (zm. prawdop. 1935)
- 1871:
  - Julian Moreno, hiszpański augustianin rekolekta, męczennik, błogosławiony (zm. 1936)
  - Frantz Reichel, francuski rugbysta, dziennikarz, działacz sportowy (zm. 1932)
- 1872 – Josiah Wedgwood, brytyjski arystokrata, polityk (zm. 1943)
- 1878:
  - Klemens August von Galen, niemiecki kardynał, błogosławiony (zm. 1946)
  - Reza Szah Pahlawi, szach Iranu (zm. 1944)
- 1881 – Jan Witkiewicz, polski architekt, konserwator zabytków (zm. 1958)
- 1882:
  - Jan Antoni Grabowski, polski pisarz, autor podręczników szkolnych, pedagog (zm. 1950)
  - Stanisław Pawłowski, polski geograf (zm. 1940)
- 1883 – Wincenty Nowaczyński, polski podpułkownik piechoty (zm. 1940)
- 1884 – Eric Philbrook Kelly, amerykański pisarz (zm. 1960)
- 1885 – Sydney Chaplin, brytyjski aktor (zm. 1965)
- 1889 – Reggie Walker, południowoafrykański lekkoatleta, sprinter (zm. 1951)
- 1892:
  - Nikołaj Kondratiew, rosyjski ekonomista (zm. 1938)
  - César Vallejo, peruwiański poeta, prozaik, eseista (zm. 1938)
  - Marian Zyndram-Kościałkowski, polski polityk, wojewoda białostocki, prezydent Warszawy, minister spraw wewnętrznych, premier RP (zm. 1946)
- 1896 – Rafał Abkowicz, polski hazzan karaimski (zm. 1992)
- 1897:
  - Józef Lange, polski kolarz szosowy (zm. 1972)
  - Conrad Nagel, amerykański aktor (zm. 1970)
  - Józef Werakso, polski pilot wojskowy (zm. 1978)
- 1899:
  - Ok Formenoy, holenderski piłkarz (zm. 1977)
  - Julia Rodzińska, polska dominikanka, męczennica, błogosławiona (zm. 1945)
- 1901:
  - Alexis Chantraine, belgijski piłkarz, trener (zm. 1987)
  - Bolesław Wit-Święcicki, polski dziennikarz, polityk (zm. 1976)
- 1902:
  - Henry Hansen, duński kolarz szosowy (zm. 1985)
  - Mario Monticelli, włoski szachista (zm. 1995)
  - Fiodor Pietrow, radziecki wojskowy, konstruktor broni artyleryjskiej (zm. 1978)
- 1903:
  - Mieczysław Cybulski, polski aktor (zm. 1984)
  - Józef Fenollosa Alcayna, hiszpański duchowny katolicki, męczennik, błogosławiony (zm. 1936)
- 1904 – Józef Łabudek, polski działacz komunistyczny i związkowy (zm. 1943)
- 1905:
  - Ibragim Dzusow, radziecki generał major lotnictwa (zm. 1980)
  - Mieczysław Kniewski, polski działacz komunistyczny (zm. po 1934)
- 1906:
  - Francisco Ayala, hiszpański pisarz, krytyk literacki, socjolog (zm. 2009)
  - Konstanty Dąbrowski, polski ekonomista, działacz państwowy (zm. 1975)
- 1907:
  - Luis de Carlos, hiszpański działacz piłkarski (zm. 1994)
  - Hans Kleppen, norweski skoczek narciarski (zm. 2009)
  - Ja’akow Riftin, izraelski polityk (zm. 1978)
- 1908 – Robert Rossen, amerykański reżyser, scenarzysta i producent filmowy pochodzenia żydowskiego (zm. 1966)
- 1909:
  - Phil Erenberg, amerykański gimnastyk (zm. 1992)
  - Robert Lewis, amerykański reżyser filmowy, aktor, pedagog (zm. 1997)
- 1910:
  - Aladár Gerevich, węgierski szablista (zm. 1991)
  - Józef Japa, polski hematolog, internista (zm. 2006)
- 1911:
  - Pierre Harmel, belgijski prawnik, polityk, premier Belgii (zm. 2009)
  - Josef Mengele, niemiecki lekarz, doktor medycyny i filozofii, zbrodniarz wojenny (zm. 1979)
- 1912:
  - C. Elmer Anderson, amerykański polityk, gubernator Minnesoty (zm. 1998)
  - Pierre Dalem, belgijski piłkarz (zm. 1993)
  - José Iraragorri, hiszpański piłkarz, trener narodowości baskijskiej (zm. 1983)
  - Pat Nixon, amerykańska pierwsza dama (zm. 1993)
- 1913 – Henryk García Beltrán, hiszpański kapucyn, męczennik, błogosławiony (zm. 1936)
- 1914:
  - Helena Bersohn-Lichtblau, polska i izraelska lekkoatleta, dyskobolka i kulomiotka (zm. 2003)
  - Arkadij Czernyszow, rosyjski piłkarz, hokeista, trener hokejowy (zm. 1992)
  - Waleria Fuksa, polska działaczka kulturalna i polonijna (zm. 2008)
- 1915:
  - Gjon Karma, albański aktor, dramaturg (zm. 1994)
  - Kunihiko Kodaira, japoński matematyk (zm. 1997)
  - Ryszard Zasępa, polski statystyk (zm. 1994)
- 1916:
  - Jusuf Vrioni, albański dyplomata, tłumacz (zm. 2001)
  - Tsutomu Yamaguchi, japoński inżynier, konstruktor okrętów, hibakusha (zm. 2010)
- 1917 – Zofia Tarnowska-Moss, polska poetka, tłumaczka, działaczka społeczna (zm. 2009)
- 1918:
  - Ariadna Demkowska-Bohdziewicz, polska tłumaczka, scenarzystka filmowa (zm. 1999)
  - Aldo van Eyck, holenderski architekt (zm. 1999)
  - Stanisław Kowalewski, polski pisarz (zm. 2003)
  - Frederick Reines, amerykański fizyk, laureat Nagrody Nobla (zm. 1998)
- 1919 – Zdzisław Stąpor, polski pułkownik, historyk (zm. 1996)
- 1920:
  - Marianna Dudek-Maćkowiak, polska pisarka, poetka (zm. 2017)
  - Leopold Gernhardt, austriacki piłkarz, trener (zm. 2013)
  - Traudl Junge, niemiecka sekretarka Adolfa Hitlera (zm. 2002)
  - Leo McKern, brytyjski aktor pochodzenia australijskiego (zm. 2002)
- 1921:
  - Stanisław Marian Kamiński, polski aktor (zm. 1999)
  - Fahd ibn Abd al-Aziz Al Su’ud, król Arabii Saudyjskiej (zm. 2005)
- 1922:
  - Besim Levonja, albański aktor, reżyser, dramaturg (zm. 1968)
  - Karem Mahmoud, egipski aktor, piosenkarz (zm. 1995)
- 1923:
  - Sergiu Cunescu, rumuński inżynier, polityk (zm. 2005)
  - Zbigniew Gołąb, polski językoznawca, filolog, slawista, wykładowca akademicki (zm. 1994)
  - Andrzej Trepka, polski pisarz science fiction, dziennikarz (zm. 2009)
- 1924:
  - Urbano José Allgayer, brazylijski duchowny katolicki, biskup Passo Fundo (zm. 2019)
  - Jan Pomian-Bławdziewicz, polski działacz emigracyjny (zm. 2016)
  - Michael Seifert, ukraiński zbrodniarz wojenny pochodzenia niemieckiego (zm. 2010)
  - Ryszard Urban, polski działacz śpiewaczy i społeczno-kulturalny, scenarzysta radiowy i telewizyjny (zm. 1984)
  - Józef Zajkowski, polski nauczyciel, polityk, poseł na Sejm PRL (zm. 2014)
- 1925:
  - Behije Çela, albańska aktorka, pieśniarka (zm. 1999)
  - Enzio d’Antonio, włoski duchowny katolicki, arcybiskup Lanciano-Ortony (zm. 2019)
  - Jerzy Giełdanowski, polski immunofarmakolog, wykładowca akademicki (zm. 1991)
  - Józef Grubowski, polski reżyser operowy i operetkowy (zm. 2006)
  - Hannes Hegen, niemiecki ilustrator, karykaturzysta (zm. 2014)
  - Ervin Kassai, węgierski sędzia koszykarski, działacz sportowy (zm. 2012)
  - Luis Miramontes, meksykański chemik, wykładowca akademicki (zm. 2004)
  - Paolo Montarsolo, włoski śpiewak operowy (bas) (zm. 2006)
- 1926:
  - Jerry Lewis, amerykański aktor, komik, piosenkarz, reżyser, scenarzysta i producent filmowy (zm. 2017)
  - Edward Łukasik, polski generał brygady, polityk, poseł na Sejm PRL (zm. 2023)
  - Mieczysław Miłosz, polski pilot wojskowy i doświadczalny (zm. 1963)
- 1927:
  - Roy Chiao, chiński aktor (zm. 1999)
  - Nev Cottrell, australijski rugbysta (zm. 2014)
  - Stanisław Dülz, polski reżyser filmów animowanych (zm. 2006)
  - Jerzy Feldman, polski malarz (zm. 2004)
  - Emil J. Freireich, amerykański biolog, onkolog (zm. 2021)
  - Władimir Komarow, radziecki pilot wojskowy, inżynier, kosmonauta (zm. 1967)
  - Józef Kuśmierek, polski pisarz, reportażysta, dziennikarz (zm. 1992)
  - Daniel Patrick Moynihan, amerykański polityk, senator (zm. 2003)
  - Józef Stasiński, polski plastyk, rzeźbiarz (zm. 2019)
  - Witold Tyloch, polski religioznawca, badacz judaizmu, biblista, qumranolog (zm. 1990)
- 1928:
  - Karlheinz Böhm, austriacki aktor (zm. 2014)
  - Hans Graf, austriacki pianista, pedagog (zm. 1994)
  - Christa Ludwig, niemiecka śpiewaczka operowa (mezzosopran) (zm. 2021)
  - Aleksander Ścibor-Rylski, polski pisarz, scenarzysta i reżyser filmowy (zm. 1983)
- 1929 – Tomasz Stefaniszyn, polski piłkarz, bramkarz (zm. 1986)
- 1930:
  - Tommy Flanagan, amerykański pianista jazzowy, kompozytor (zm. 2001)
  - Sue Johanson, kanadyjska terapeutka seksualna (zm. 2023)
  - Krzysztof Kąkolewski, polski pisarz, publicysta, reporter, scenarzysta filmowy (zm. 2015)
  - Jan Piwowarczyk, polski harcerz (zm. 1948)
  - Izet Sarajlić, bośniacki poeta, historyk, filozof, eseista, tłumacz (zm. 2002)
- 1931:
  - Ángel Atienza, hiszpański piłkarz, artysta, rzeźbiarz (zm. 2015)
  - Elliot Belgrave, barbadoski sędzia, polityk, gubernator generalny
  - Augusto Boal, brazylijski reżyser, dramaturg, działacz teatralny, pedagog (zm. 2009)
  - Wiktor Bystrow, rosyjski bokser (zm. 1992)
  - Lech Konopiński, polski poeta, satyryk, autor tekstów piosenek (zm. 2023)
  - Józef Sobieraj, polski generał brygady pilot (zm. 1989)
  - Jolanta Tubielewicz, polska japonistka, wykładowczyni akademicka (zm. 2003)
- 1932:
  - Walter Cunningham, amerykański pułkownik rezerwy korpusu piechoty morskiej, astronauta (zm. 2023)
  - Kurt Diemberger, austriacki wspinacz, filmowiec górski
  - Józef Pluta, polski seryjny morderca (zm. 1979)
- 1933:
  - Samuel Aguilar, paragwajski piłkarz, bramkarz (zm. 2013)
  - Bernard Mohlalisi, lesotyjski duchowny katolicki, oblat, arcybiskup Maseru (zm. 2020)
  - Dieter Wellershoff, niemiecki admirał (zm. 2005)
  - Robert William Young, brytyjski reżyser filmowy i telewizyjny
- 1934:
  - Barbara Bargiełowska, polska aktorka (zm. 2019)
  - José María Maguregui, hiszpański piłkarz, trener (zm. 2013)
  - Roger Norrington, brytyjski dyrygent (zm. 2025)
- 1935:
  - Teresa Berganza, hiszpańska śpiewaczka operowa (mezzosopran) (zm. 2022)
  - Lorenzo Chiarinelli, włoski duchowny katolicki, biskup Aversa i Viterbo (zm. 2020)
  - Siergiej Jurski, rosyjski aktor (zm. 2019)
- 1936:
  - Józef Flik, polski zabytkoznawca, konserwator dzieł sztuki (zm. 2021)
  - Andriej Girienko, ukraiński i radziecki polityk (zm. 2017)
  - Thelma Hopkins, brytyjska lekkoatletka, skoczkini wzwyż (zm. 2025)
  - Wojciech Kostecki, polski aktor (zm. 2020)
  - Fred Neil, amerykański piosenkarz, kompozytor (zm. 2001)
- 1937:
  - Ben Aris, brytyjski aktor (zm. 2003)
  - William Lester Armstrong, amerykański polityk, kongresman i senator (zm. 2016)
  - Salvatore Di Cristina włoski duchowny katolicki, arcybiskup Monreale
  - Attilio Nicora, włoski duchowny katolicki, biskup Werony, kardynał (zm. 2017)
  - Amos Tversky, izraelsko-amerykański psycholog (zm. 1996)
- 1938 – Thomas Robinson, bahamski lekkoatleta, sprinter (zm. 2012)
- 1939 – Carlos Bilardo, argentyński piłkarz, trener pochodzenia włoskiego
- 1940:
  - Aleksander Iwaniec, polski aktor (zm. 1974)
  - Anita Krochmalska-Podfilipska, polska pianistka (zm. 2006)
  - Vaqif Mustafazadə, azerski pianista jazzowy, kompozytor (zm. 1979)
  - Claus Offe, niemiecki socjolog
  - Sergiusz Plewa, polski polityk, poseł na Sejm i senator RP (zm. 2015)
  - Nina Szacka, rosyjska aktorka (zm. 2021)
- 1941:
  - Bernardo Bertolucci, włoski reżyser i scenarzysta filmowy (zm. 2018)
  - Robert Guéï, iworyjski generał, polityk, prezydent Wybrzeża Kości Słoniowej (zm. 2002)
  - Giuseppe Nisticò, włoski lekarz, wykładowca akademicki, polityk
  - Władysław Szymański, polski ekonomista, wykładowca akademicki, polityk, poseł na Sejm PRL, członek Rady Państwa
- 1942:
  - Izabella Antonowicz-Szuszkiewicz, polska kajakarka
  - Gijs van Lennep, holenderski kierowca wyścigowy
  - James Soong, tajwański polityk
  - Roman Tokarczyk, polski prawnik, filozof (zm. 2022)
  - Werner Trzmiel, niemiecki lekkoatleta, płotkarz
- 1943:
  - Zygmunt Urbański, polski komandor (zm. 2009)
  - Andrzej Warchał, polski aktor, scenarzysta, reżyser filmów animowanych (zm. 2008)
- 1944 – István Géczi, węgierski piłkarz (zm. 2018)
- 1945:
  - René De Clercq, belgijski kolarz przełajowy (zm. 2017)
  - Henryk Hudzik, polski matematyk (zm. 2019)
  - Kazimierz Rostek, polski rolnik, polityk, poseł na Sejm RP
- 1946:
  - Michael Basman, brytyjski szachista, trener (zm. 2022)
  - Guesch Patti, francuska piosenkarka
  - Zbigniew Starczewski, polski specjalista w dziedzinie budowy i eksploatacji maszyn, wykładowca akademicki (zm. 2020)
- 1947:
  - Józef Gruszka, polski rolnik, polityk, poseł na Sejm RP (zm. 2020)
  - Ewa Kosmol, polska pływaczka
  - Wojciech Mickunas, polski jeździec sportowy, trener
  - Ramzan Paskajew, czeczeński akordeonista, kompozytor
- 1948:
  - Elżbieta Jasińska, polska aktorka
  - Julian Ozimek, polski samorządowiec, wicemarszałek województwa podkarpackiego, burmistrz Niska
  - Maciej Pinkwart, polski pisarz, dziennikarz, wykładowca, nauczyciel
  - Margaret Weis, amerykańska pisarka fantasy
- 1949:
  - Erik Estrada, amerykański aktor pochodzenia portorykańskiego
  - Victor Garber, kanadyjski aktor, muzyk
  - Jerry Goodman, amerykański skrzypek jazzowy
  - Tadeusz Kowalczyk, polski polityk, poseł na Sejm RP
- 1950:
  - Ryszard Chodźko, polski pisarz, krytyk literacki, wykładowca akademicki (zm. 2023)
  - Kate Nelligan, kanadyjska aktorka
  - Antoni Reiter, polski judoka (zm. 1986)
  - Edhem Šljivo, bośniacki piłkarz
  - Andrzej Szewczyk, polski malarz, rzeźbiarz, rysownik (zm. 2001)
  - Maciej Świątkowski, polski lekarz, polityk, poseł na Sejm RP, senator
  - Lode Van Hecke, belgijski duchowny katolicki, biskup Gandawy
- 1951:
  - Abdelmajid Bourebbou, algierski piłkarz
  - Oddvar Brå, norweski biegacz narciarski
  - Teresa Strumiłło-Gburczyk, polska koszykarka
  - Elżbieta Wierniuk, polska skoczkini do wody (zm. 2017)
- 1952:
  - Jim Bradley, amerykański koszykarz (zm. 1982)
  - Alice Hoffman, amerykańska pisarka
  - Jan Józwik, polski łyżwiarz szybki (zm. 2021)
  - Marek Markiewicz, polski adwokat, dziennikarz, polityk, poseł na Sejm RP
  - Victor Ocampo, filipiński duchowny katolicki, biskup Gumaca (zm. 2023)
  - Mohammad Sadeghi, irański piłkarz
  - Jon Zazula, amerykański producent muzyczny (zm. 2022)
- 1953:
  - Vincent Coulibaly, gwinejski duchowny katolicki, arcybiskup Konakry
  - Mariano Crociata, włoski duchowny katolicki, biskup Latina-Terracina-Sezze-Priverno
  - Claus Peter Flor, niemiecki dyrygent
  - Isabelle Huppert, francuska aktorka
  - Richard Stallman, amerykański haker
- 1954:
  - Anna Grodzka, polska działaczka społeczna, polityk, poseł na Sejm RP
  - Léon Lemmens, belgijski duchowny katolicki, biskup pomocniczy Mechelen-Brukseli (zm. 2017)
- 1955:
  - Piotr Awen, rosyjski przedsiębiorca, polityk
  - Grzegorz Benedykciński, polski samorządowiec, burmistrz Grodziska Mazowieckiego
  - Ruben Buriani, włoski piłkarz
  - Elżbieta Regulska-Chlebowska, polska etnograf, działaczka opozycji antykomunistycznej, redaktorka, tłumaczka
- 1956:
  - Duncan Hall, australijski rugbysta, trener
  - Józef Lisowski, polski trener lekkoatletyki
  - Eveline Widmer-Schlumpf, szwajcarska prawnik, polityk, prezydent Szwajcarii
- 1957:
  - Jurij Bondarenko, ukraiński piłkarz, trener
  - Mindaugas Mikaila, litewski inżynier, menedżer, polityk
- 1958:
  - Maria Arnholm, szwedzka prawnik, polityk
  - Denise Black, brytyjska aktorka
  - Ivo Goldstein, chorwacki historyk, bizantynolog, mediewista pochodzenia żydowskiego
  - Igor Zacharkin, rosyjski hokeista, trener
- 1959:
  - Michael Bloomfield, amerykański pilot wojskowy, astronauta
  - Flavor Flav, amerykański raper, prezenter telewizyjny
  - Arben Minga, albański piłkarz (zm. 2007)
  - Scott L. Schwartz, amerykański aktor, kaskader (zm. 2024)
  - Jens Stoltenberg, norweski ekonomista, polityk, premier Norwegii, sekretarz generalny NATO
- 1960:
  - Zurab Azmaiparaszwili, gruziński szachista, trener
  - Henryk Jan Botor, polski organista, kompozytor
  - Józef Dankowski, polski piłkarz, trener
  - Teresa Pastuszka-Kowalska, polska rzeźbiarka
  - Edward Porembny, polsko-francusko-brytyjski reżyser, scenarzysta i producent filmowy
  - Zenon Roskal, polski filozof nauki i przyrody, profesor nauk humanistycznych
- 1961:
  - Ilja Bojaszow, rosyjski historyk, pisarz, pedagog
  - Todd McFarlane, kanadyjski rysownik i scenarzysta komiksowy
  - Michiru Ōshima, japońska kompozytorka
  - Małgorzata Wiese-Jóźwiak, polska szachistka
- 1962:
  - Joe Crowley, amerykański polityk, kongresman
  - Franck Fréon, francuski kierowca wyścigowy
  - Lasse Larsson, szwedzki piłkarz, trener (zm. 2015)
  - Jim Master, amerykański koszykarz
  - Peter Ravn, duński żużlowiec
- 1963:
  - Jimmy DeGrasso, amerykański perkusista, członek zespołu Black Star Riders
  - Jerome Flynn, brytyjski aktor, piosenkarz
  - Lesław Nowara, polski prawnik, poeta, aforysta
  - Jesús Puras, hiszpański kierowca rajdowy
  - Kevin Tod Smith, nowozelandzki aktor (zm. 2002)
  - Roman Steblecki, polski hokeista
- 1964:
  - H.P. Baxxter, niemiecki gitarzysta, wokalista, członek zespołu Scooter
  - Joël Corminbœuf, szwajcarski piłkarz, bramkarz
  - Flavia Fortunato, włoska piosenkarka
  - Mauro Gianetti, szwajcarski kolarz szosowy
  - Jaclyn Jose, filipińska aktorka (zm. 2024)
  - Andrzej Marchel, polski piłkarz (zm. 2025)
  - Pascal Richard, szwajcarski kolarz szosowy
  - Beat Schumacher, szwajcarski kolarz szosowy i przełajowy
  - Gore Verbinski, amerykański reżyser filmowy, pisarz pochodzenia polskiego
- 1965:
  - Utut Adianto, indonezyjski szachista, trener, polityk
  - Siergiej Bazariewicz, rosyjsko-grecki koszykarz
  - Cindy Brown, amerykańska koszykarka
  - Mark Carney, kanadyjski ekonomista
  - Aleksandr Jidkov, azerski piłkarz, bramkarz
  - Kim Seong-mun, południowokoreański zapaśnik
  - Belén Rueda, hiszpańska aktorka
  - Miquel Soler, hiszpański piłkarz
- 1966:
  - Darius Kaminskas, litewski lekarz, samorządowiec, polityk
  - Robert Ninkiewicz, polski aktor
  - Chrissy Redden, kanadyjska kolarka górska i przełajowa
- 1967:
  - Luigi Colturi, włoski narciarz alpejski (zm. 2010)
  - Lauren Graham, amerykańska aktorka
  - Zbigniew Nieradka, polski pilot szybowcowy
  - Terry Phelan, irlandzki piłkarz, trener
  - Heidi Zurbriggen, szwajcarska narciarka alpejska
- 1968:
  - Izabela Dylewska, polska kajakarka
  - Ananya Khare, indyjska aktorka
- 1969:
  - Judah Friedlander, amerykański aktor, komik pochodzenia żydowskiego
  - Sejad Halilović, bośniacki piłkarz
  - Juan Hernández Sierra, kubański bokser
- 1970:
  - Joakim Berg, szwedzki wokalista, gitarzysta, autor tekstów, członek zespołu Kent
  - Zbigniew Czech, polski urzędnik, dyplomata
  - Youri Gilg, francuski narciarz dowolny
  - Páll Óskar Hjálmtýsson, islandzki piosenkarz
  - Rafa Pascual, hiszpański siatkarz
  - Oleg Pawłow, rosyjski pisarz, krytyk literacki (zm. 2018)
- 1971:
  - Jason Azzopardi, maltański prawnik, polityk
  - Jaroslav Bílek, czeski kolarz szosowy
  - Julian Davies, brytyjski judoka
  - Camilla Johansson, szwedzka curlerka
  - Luboš Kozel, czeski piłkarz, trener
  - Miroslav Menc, czeski lekkoatleta, kulomiot
  - Łarisa Mierk, rosyjska wioślarka
  - Alan Tudyk, amerykański aktor pochodzenia polskiego
  - Carlos Velasco Carballo, hiszpański sędzia piłkarski
- 1972:
  - Uldis Augulis, łotewski samorządowiec, polityk
  - Nicolas Bro, duński aktor
  - Andy Dunlop, szkocki muzyk, gitarzysta, członek zespołu Travis
  - Wiesław Kukuła, polski generał
  - Piotr M. Majewski, polski historyk
  - Carlo Mornati, włoski wioślarz
  - Sándor Noszály, węgierski tenisista
  - Ismaïl Sghyr, marokański i francuski lekkoatleta, długodystansowiec
  - Mariusz Słupiński, polski aktor
- 1973:
  - Tim Kang, amerykański aktor pochodzenia koreańskiego
  - Paweł Kolenda, polski wokalista, gitarzysta, kompozytor muzyki teatralnej
  - Florian Lukas, niemiecki aktor
  - Fernando Platas, meksykański skoczek do wody
  - Radůza, czeska piosenkarka, akordeonistka, gitarzystka, autorka tekstów, kompozytorka
  - Inger Støjberg, duńska polityk
- 1974:
  - Kate Allenby, brytyjska pięcioboistka nowoczesna
  - Jorgos Anatolakis, grecki piłkarz, polityk
  - Brian Baloyi, południowoafrykański piłkarz, bramkarz
  - Mario León Dorado, hiszpański duchowny katolicki, prefekt apostolski Sahary Zachodniej
  - Farid Ghazi, algierski piłkarz
  - Ernest Konon, polski piłkarz, trener
  - Adel Nefzi, tunezyjski piłkarz, bramkarz
  - Tomasz Piątek, polski pisarz, dziennikarz
  - Jamie Pollock, angielski piłkarz
  - Narvik Sırxayev, azerski piłkarz, trener
  - Michał Sternicki, polski muzyk, harcmistrz
  - Dariusz Wojtaszyn, polski historyk, politolog, wykładowca akademicki
- 1975:
  - Luciano Castro, argentyński aktor
  - Oksana Fadiejewa, rosyjska tenisistka stołowa
  - Sienna Guillory, brytyjska aktorka, modelka
- 1976:
  - Blu Cantrell, amerykańska piosenkarka
  - Pál Dárdai, węgierski piłkarz
  - Wadim Jepanczincew, rosyjski hokeista, trener
  - Leïla Lejeune-Duchemann, francuska piłkarka ręczna
  - Susanne Ljungskog, szwedzka kolarka szosowa
  - Paul Schneider, amerykański aktor
  - Kjetil Wæhler, norweski piłkarz
  - Magdalena Wróbel, polska koszykarka
  - Zhu Chen, chińska szachistka
- 1977:
  - Mónica Cruz, hiszpańska aktorka, tancerka, modelka
  - Sambor Czarnota, polski aktor
  - Vadim Kutsenko, uzbecki i rosyjski tenisista
  - Ismael La Rosa, peruwiański aktor
  - Manuela Levorato, włoska lekkoatletka, sprinterka
  - Ralf van der Rijst, holenderski łyżwiarz szybki
  - Henry Ring, amerykański piłkarz, bramkarz
  - Thomas Rupprath, niemiecki pływak
  - Eliza Surdyka, polska biegaczka narciarska
- 1978:
  - Kostas Bakojanis, grecki polityk, samorządowiec, burmistrz Aten
  - Annemieke Bes, holenderska żeglarka sportowa
  - Brooke Burns, amerykańska aktorka
  - Małgorzata Wassermann, polska adwokat, polityk, poseł na Sejm RP
  - Przemysław Witek, polski polityk, poseł na Sejm RP
- 1979:
  - Adriana Fonseca, meksykańska aktorka
  - Piotr Kupicha, polski gitarzysta, wokalista, kompozytor, autor tekstów, lider zespołu Feel
  - Édison Méndez, ekwadorski piłkarz
  - Daniel Osorno, meksykański piłkarz
  - Sebastien Ostertag, francuski piłkarz ręczny
  - Leena Peisa, fińska muzyk, członkini zespołów: Lordi, Punaiset Messiaat i Dolchamar
  - Andrei Stepanov, estoński piłkarz pochodzenia rosyjskiego
  - Luca Tencati, włoski siatkarz
  - Carolina Torres, chilijska lekkoatletka, tyczkarka
- 1980:
  - Michał Bagiński, polski kompozytor, realizator i producent muzyczny, wokalista, gitarzysta, członek zespołów: Big Day i KookaburrA
  - Ellen Bollansee, belgijska kolarka BMX
  - Kristinn Óskar Haraldsson, islandzki trójboista siłowy, strongman
  - Jaroslav Kristek, czeski hokeista
  - Emilia Reimus, polska siatkarka
  - Felipe Reyes, hiszpański koszykarz
  - Bahri Tanrıkulu, turecki taekwondzista
  - Jennifer Taylor, brytyjska siatkarka
- 1981:
  - Curtis Granderson, amerykański baseballista
  - Henry Medina, gwatemalski piłkarz
  - Fabiana Murer, brazylijska lekkoatletka, tyczkarka
  - Krzysztof Rachwalski, polski trener hokeja na trawie
  - Iweta Rajlich, polska szachistka
  - Remigiusz Rączka, polski kucharz
  - Michael Wagner, niemiecki skoczek narciarski
  - Jo’aw Ziw, izraelski piłkarz
- 1982:
  - Miguel Comminges, gwadelupski piłkarz
  - Artiom Jermakow, rosyjski siatkarz
  - Lee Chang-hwan, południowokoreański łucznik
  - Adriana Muñoz, kubańska lekkoatletka, biegaczka
  - Václav Nedorost, czeski hokeista
  - Sebastian Pawluś, polski piłkarz ręczny
  - Dian Sastrowardoyo, indonezyjska aktorka, modelka
  - Łukasz Wilczek, polski hokeista
- 1983:
  - Jon-Michael Ecker, amerykański aktor, model, fotograf, biolog pochodzenia brazylijskiego
  - Ben Hebert, kanadyjski curler
  - Jani Lyyski, fiński piłkarz
  - Stasiak, polski raper, producent wykonawczy
  - Bartosz Such, polski tenisista stołowy
  - Dawid Witos, polski koszykarz
  - Woodkid, francuski wokalista, autor tekstów, reżyser
- 1984:
  - Laurent Agouazi, francuski piłkarz pochodzenia algierskiego
  - Władimir Arabadżiew, bułgarski kierowca wyścigowy
  - Sharon Cherop, kenijska lekkoatletka, biegaczka długodystansowa
  - Ernesto Cristaldo, paragwajski piłkarz
  - Mathieu Ganio, francuski tancerz baletowy
  - Kim Hae-ran, południowokoreańska siatkarka
  - Wilfried Sanou, burkiński piłkarz
  - Toony, niemiecki raper pochodzenia polskiego
- 1985:
  - Andreas Hölzl, austriacki piłkarz
  - Yvette Lewis, panamska lekkoatletka, trójskoczkini
  - Luis Torres, kostarykański piłkarz, bramkarz
- 1986:
  - Agata Babicz, polska siatkarka
  - Agnieszka Bronisz, polska lekkoatletka, kulomiotka
  - Lucia Crisanti, włoska siatkarka
  - Alexandra Daddario, amerykańska aktorka
  - Toney Douglas, amerykański koszykarz
  - Bernard Parker, południowoafrykański piłkarz
  - Daisuke Takahashi, japoński łyżwiarz figurowy
- 1987:
  - Valerio Aspromonte, włoski florecista
  - Jamont Gordon, amerykański koszykarz
  - Tiiu Kuik, estońska modelka
  - Giulia Pincerato, włoska siatkarka
  - Aleksandr Smyszlajew, rosyjski narciarz dowolny
- 1988:
  - Jhené Aiko, amerykańska piosenkarka, autorka tekstów pochodzenia japońskiego
  - Wanda Buk, polska prawniczka, urzędniczka państwowa
  - Milan Černý, czeski piłkarz
  - Enrico Cester, włoski siatkarz
  - Natalia Czernielewska, polska piłkarka
  - Agnieszka Dudzińska, polska lekkoatletka, kulomiotka
  - Jessica Gregg, kanadyjska łyżwiarka szybka, specjalistka short tracku
  - Niko Hovinen, fiński hokeista, bramkarz
  - Agustín Marchesín, argentyński piłkarz, bramkarz
  - Scott Sunderland, australijski kolarz szosowy i torowy
  - Jiří Tlustý, czeski hokeista
- 1989:
  - Gabriel Attal, francuski polityk, samorządowiec, premier Francji
  - Jesús Dueñas, meksykański piłkarz
  - Blake Griffin, amerykański koszykarz
  - Vladimir Koman, węgierski piłkarz pochodzenia ukraińskiego
  - Aleksandr Panżynski, rosyjski biegacz narciarski
  - Magalie Pottier, francuska kolarka BMX
  - Maciej Ratuszniak, polski zawodowy gracz e-sportowy (zm. 2025)
  - Theo Walcott, angielski piłkarz
- 1990:
  - Pamela Gueli, włoska piłkarka, piosenkarka
  - Josef Hušbauer, czeski piłkarz
  - Katarzyna Hyjek, polska lekkoatletka, płotkarka
  - Wilver Jiménez, wenezuelski piłkarz, bramkarz
  - Hilaire Momi, środkowoafrykański piłkarz
  - Carlo Pinsoglio, włoski piłkarz
  - Kiriłł Stupak, białoruski szachista
- 1991:
  - Reggie Bullock, amerykański koszykarz
  - Silya Magnana, algierska siatkarka
  - Admir Mehmedi, szwajcarski piłkarz pochodzenia albańskiego
  - Luis Mejía, panamski piłkarz, bramkarz
  - Ville Paumola, fiński snowboardzista
  - Sandhja, fińska piosenkarka
  - Taishi Taguchi, japoński piłkarz
  - Wolfgang Van Halen, amerykański basista, członek zespołu Van Halen
- 1992:
  - Brett Davern, amerykański aktor
  - Kim Mi-soo, południowokoreańska modelka, aktorka (zm. 2022)
  - Deng Lina, chińska lekkoatletka, trójskoczkini
  - Tim Hardaway Jr., amerykański koszykarz
  - Stéphane Lefebvre, francuski kierowca rajdowy
  - Niklas Mattsson, szwedzki snowboardzista
  - Michael Perham, brytyjski żeglarz
- 1993:
  - Cha Min-kyu, południowokoreański łyżwiarz szybki
  - Andreas Cornelius, duński piłkarz
  - Anna Łozowska, polska siatkarka
  - Andy Najar, honduraski piłkarz
  - Dawit Schirtladze, gruziński piłkarz
  - Katarzyna Ślifirczyk, polska tenisistka stołowa
- 1994:
  - Joel Embiid, kameruński koszykarz
  - Maxime Lagarde, francuski szachista
  - Joanna Helena Szymańska, polska reżyserka filmowa
- 1995:
  - Marie Benoît, belgijska tenisistka
  - Mihai Mihuț, rumuński zapaśnik
  - Michele Somma, włoski piłkarz
- 1996:
  - Marcos Siebert, argentyński kierowca wyścigowy
  - Cecilia Zandalasini, włoska koszykarka
- 1997:
  - Veronika Remenárová, słowacka koszykarka
  - Dominic Calvert-Lewin, angielski piłkarz
  - Gabriela Maciągowski, kanadyjsko-polska siatkarka
  - Florian Neuhaus, niemiecki piłkarz
  - Tyrel Jackson Williams, amerykański aktor
- 1998:
  - Oliwia Bosowska, polska aktorka
  - Haruka Kitaguchi, japońska lekkoatletka, oszczepniczka
  - Muhammad Ibrahim as-Sajjid Ibrahim, egipski zapaśnik
- 1999:
  - Ivana Maria Furtado, indyjska szachistka
  - Amine Guennichi, tunezyjski zapaśnik
- 2000:
  - Kierstan Bell, amerykańska koszykarka
  - Luiza Cruz, brazylijska judoczka
  - Ashley Joens, amerykańska koszykarka
  - Sara Rask, szwedzka narciarka alpejska
  - Jalen Smith, amerykański koszykarz
- 2001:
  - Sacha Bansé, burkiński piłkarz
  - Sebastian Brynkus, polski hokeista
  - Milaimys Marín, kubańska zapaśniczka
  - Anis Ben Slimane, tunezyjski piłkarz
  - Tang Chih-chun, tajwański łucznik sportowy
- 2002 – Arnaud De Lie, belgijski kolarz szosowy
- 2003 – Blake Wesley, amerykański koszykarz
- 2004:
  - Iryna Bondar, ukraińska zapaśniczka
  - Emiliano Freyfeld, meksykański piłkarz

## Zmarli
- 37 – Tyberiusz, cesarz rzymski (ur. 42 p.n.e.)
- 455 – Walentynian III, cesarz rzymski (ur. 419)
- 1021 – Herybert z Kolonii, niemiecki duchowny katolicki, arcybiskup Kolonii, święty (ur. ok. 970)
- 1037 – Robert d’Évreux, francuski duchowny katolicki, arcybiskup Rouen (ur. ?)
- 1072 – Adalbert, niemiecki duchowny katolicki, arcybiskup Hamburga i Bremy (ur. ok. 1000)
- 1185 – Baldwin IV Trędowaty, król Jerozolimy (ur. 1161)
- 1237 – Guðmundur Arason, islandzki duchowny, biskup Hólaru (ur. 1161)
- 1279 – Joanna, królowa Kastylii i Leónu, hrabina Aumale i Ponthieu (ur. ok. 1220)
- 1405 – Małgorzata III, hrabina Flandrii, Artois i Burgundii (ur. 1350)
- 1410 – John Beaufort, angielski arystokrata, admirał (ur. 1373)
- 1457 – Lászlo Hunyadi, węgierski arystokrata, dowódca wojskowy (ur. 1433)
- 1485 – Anna Neville, królowa Anglii (ur. 1456)
- 1507 – Baltazar, książę Meklemburgii (ur. 1477)
- 1520 – Martin Waldseemüller, niemiecki matematyk, kartograf, astronom (ur. 1470)
- 1544 – Ludwik V Spokojny, elektor Palatynatu Reńskiego (ur. 1478)
- 1577 – Franciszek Krasiński, polski duchowny katolicki, biskup krakowski (ur. 1525)
- 1580 – Amelia, księżniczka pomorska (ur. 1547)
- 1608 – Sŏnjo, wang Korei (ur. 1552)
- 1618 – Giovanni Bembo, doża Wenecji (ur. 1543)
- 1639 – Pieter de Neyn, holenderski malarz pejzażysta (ur. 1597)
- 1643 – Ludwik Filip, landgraf Hesji-Homburg (ur. 1623)
- 1649 – Jan de Brébeuf, francuski jezuita, misjonarz, męczennik, święty (ur. 1593)
- 1664 – Iwan Wyhowski, hetman kozacki, wojewoda kijowski (ur. ?)
- 1665 – Chrystian Ludwik, książę Brunszwiku-Lüneburga (ur. 1625)
- 1670 – Johann Glauber, niemiecki aptekarz, alchemik, technolog (ur. 1604)
- 1675 – Matthias von Krockow, brandenburski i polski prawnik, polityk, dyplomata (ur. 1600)
- 1677 – Evaristo Baschenis, włoski malarz (ur. 1607)
- 1686 – Charlotta Hessen-Kassel, księżniczka heska, elektorowa Palatynatu Reńskiego (ur. 1627)
- 1698 – Eleonora Krystyna Oldenburg, duńska arystokratka (ur. 1621)
- 1702 – Jerzy Albrecht Denhoff, polski duchowny katolicki, biskup biskup kamieniecki, przemyski i krakowski, kanclerz wielki koronny (ur. 1640)
- 1712 – Jan Jerzy, książę Saksonii-Weißenfels (ur. 1677)
- 1736 – Giovanni Battista Pergolesi, włoski kompozytor, skrzypek, organista (ur. 1710)
- 1738 – George Bähr, niemiecki architekt (ur. 1666)
- 1740 – Krzysztof Jan Szembek, polski duchowny katolicki, biskup chełmski, przemyski i warmiński, sekretarz wielki koronny, kanonik krakowski (ur. 1680)
- 1743 – Jean-Baptiste Matho, francuski malarz (ur. 1663)
- 1761 – Helmuth von Plessen, królewsko-polski i elektorsko-saski szambelan, rzeczywisty tajny radca, dyplomata (ur. 1699)
- 1764 – Fryderyk August Rutowski, saski feldmarszałek (ur. 1702)
- 1765 – Mikołaj Franciszek Stadnicki, polski pijar (ur. 1717)
- 1767 – John Shackleton, brytyjski malarz (ur. ?)
- 1781 – Gaspard de Clermont-Tonnerre, francuski wojskowy, marszałek Francji (ur. 1688)
- 1783 – Efraim Szreger, polski architekt pochodzenia niemieckiego (ur. 1727)
- 1801 – Aleksandra Romanowa, wielka księżna rosyjska, arcyksiężna austriacka (ur. 1783)
- 1804:
  - Henrik Gabriel Porthan, fiński historyk, działacz kulturalny, badacz literatury ludowej (ur. 1739)
  - Friedrich August von Zinzendorf, saski generał, dyplomata, polityk (ur. 1733)
- 1806 – Giuseppe Colla, włoski kompozytor (ur. 1731)
- 1807 – Hyde Parker, brytyjski admirał (ur. 1739)
- 1814 – Karl Friedrich Friesen, niemiecki żołnierz, propagator gimnastyki (ur. 1784)
- 1816:
  - Pierre-Roger Ducos, francuski rewolucjonista, polityk (ur. 1747)
  - Giuseppe Jannacconi, włoski kompozytor (ur. 1740)
- 1837 – Stanisław Wojczyński, polski generał, polityk (ur. 1766)
- 1838 – Nathaniel Bowditch, amerykański matematyk, astronom, żeglarz, nawigator (ur. 1773)
- 1839 – August Cywolka, polski podróżnik (ur. 1812)
- 1841:
  - Juan Francisco Marco y Catalán, hiszpański kardynał (ur. 1771)
  - Félix Savart, francuski fizyk, wykładowca akademicki (ur. 1791)
- 1842:
  - Konstancja Dernałowicz, polska szlachcianka (ur. 1762)
  - Paweł Grąbczewski, polski szlachcic, polityk, uczestnik powstania listopadowego (ur. 1778)
  - Mauritz Hansen, norweski pisarz, pedagog (ur. 1794)
- 1851 – Feliks Pancer, polski porucznik, inżynier budownictwa lądowego i wodnego, wykładowca akademicki (ur. 1798)
- 1853 – Konstanty Tyzenhauz, polski hrabia, ziemianin, ornitolog, malarz (ur. 1786)
- 1854 – Johann Ender, austriacki malarz (ur. 1793)
- 1858:
  - Christian Gottfried Daniel Nees von Esenbeck, niemiecki lekarz, botanik, filozof, wykładowca akademicki, działacz społeczny i polityczny (ur. 1776)
  - Józef Sękowski, polski prozaik, poeta, orientalista, wykładowca akademicki, cenzor carski (ur. 1800)
- 1859 – Giuseppe-Maria Molajoni, włoski duchowny katolicki, biskup nikopolski (nr. 1780)
- 1866:
  - Jakub Józef Jakubowski, polski lekarz, polityk (ur. 1796)
  - Salomon Rabinowicz, polski rabin (ur. 1803)
- 1868 – David Wilmot, amerykański polityk, abolicjonista (ur. 1814)
- 1873 – Leon Kapliński, polski malarz, działacz społeczny (ur. 1826)
- 1876 – Fedor Andrejczuk, ukraiński działacz społeczny, polityk (ur. 1808)
- 1877:
  - Christopher Theodor Hök, szwedzki botanik, mykolog (ur. 1807)
  - John Bede Polding, brytyjski duchowny katolicki, arcybiskup Sydney (ur. 1794)
- 1878 – William Banting, brytyjski przedsiębiorca pogrzebowy, dietetyk (ur. 1797)
- 1880 – Charles Christopher Frost, amerykański mykolog (ur. 1805)
- 1884:
  - Paul Pogge, niemiecki podróżnik, badacz Afryki (ur. 1838)
  - Włodzimierz Adolf Wolniewicz, polski agronom, publicysta, uczestnik powstań narodowych (ur. 1814)
- 1887:
  - Adam Chałupczyński, polski lekarz, literat, autor prac filozoficznych, działacz niepodległościowy, uczestnik powstania styczniowego (ur. 1822)
  - Emanuel Kania, polski kompozytor, pianista, organista, krytyk muzyczny (ur. 1827)
- 1888:
  - Lazare Hippolyte Carnot, francuski polityk, historyk (ur. 1801)
  - Seweryn Smarzewski, polski ziemianin, polityk (ur. 1818)
- 1889 – Ernst Tempel, niemiecki astronom (ur. 1821)
- 1890 – Zorka Czarnogórska, księżna serbska (ur. 1864)
- 1892 – Eduard Kullmann, niemiecki zamachowiec (ur. 1853)
- 1893:
  - Tivadar Puskás, węgierski fizyk, wynalazca (ur. 1844)
  - Józef Supiński, polski ekonomista, socjolog, uczestnik powstania listopadowego (ur. 1804)
- 1896:
  - João António Correia, portugalski malarz portrecista, pedagog (ur. 1822)
  - Petro Niszczynski, ukraiński hellenista, kompozytor, tłumacz (ur. 1832)
- 1897 – Sara Słonimska, polska poetka pochodzenia żydowskiego (ur. 1824)
- 1898 – Aubrey Beardsley, brytyjski rysownik, ilustrator (ur. 1872)
- 1900:
  - Frederic William Burton, irlandzki malarz (ur. 1816)
  - Feliks Jarocki, polski adwokat, radny i burmistrz Tarnowa (ur. 1824)
- 1905 – Joseph-Noël Ritchot, kanadyjski duchowny katolicki, misjonarz (ur. 1825)
- 1908 – Friedrich von Erckert, niemiecki dowódca wojskowy (ur. 1869)
- 1909:
  - Teodor Dunin, polski internista, działacz społeczny (ur. 1854)
  - Adalbert Matkowsky, niemiecki aktor (ur. 1857)
- 1911:
  - Walery Gadomski, polski rzeźbiarz (ur. 1833)
  - Jan Kanty Galasiewicz, polski aktor, dramaturg (ur. 1849)
- 1913 – Friedrich Lüthi, szwajcarski strzelec sportowy (ur. 1850)
- 1914:
  - Gaston Calmette, francuski dziennikarz (ur. 1858)
  - Charles-Albert Gobat, szwajcarski pacyfista, prawnik, polityk, laureat Pokojowej Nagrody Nobla (ur. 1843)
  - Edward Singleton Holden, amerykański astronom, bibliotekarz (ur. 1846)
  - Antoni (Karżawin), rosyjski biskup prawosławny (ur. 1858)
- 1917 – Friedrich Manschott, niemiecki pilot wojskowy, as myśliwski (ur. 1893)
- 1919 – Jakow Swierdłow, rosyjski polityk komunistyczny (ur. 1885)
- 1921 – Andrzej Janocha, polski kapucyn, kaznodzieja, misjonarz ludowy, pisarz ascetyczny, rzeźbiarz, malarz (ur. 1855)
- 1922:
  - Wasilij Jermakow, rosyjski matematyk, wykładowca akademicki (ur. 1845)
  - Reinhold Lepsius, niemiecki malarz, grafik (ur. 1857)
- 1923 – Milena, królowa Czarnogóry (ur. 1847)
- 1925 – August Wassermann, niemiecki bakteriolog (ur. 1866)
- 1929 – Stephen Walsh, brytyjski związkowiec, polityk (ur. 1859)
- 1930 – Miguel Primo de Rivera, hiszpański generał, polityk, dyktator (ur. 1870)
- 1931 – Alfred Swahn, szwedzki strzelec sportowy (ur. 1879)
- 1933 – Alfréd Haar, węgierski matematyk, wykładowca akademicki (ur. 1885)
- 1935:
  - John Macleod, szkocki fizjolog, laureat Nagrody Nobla (ur. 1876)
  - Aron Nimzowitsch, łotewsko-duński szachista pochodzenia żydowskiego (ur. 1886)
- 1937 – Mara Bełczewa, bułgarska poetka, pisarka, tłumaczka (ur.		1868)
- 1938 – Emil Fey, austriacki oficer, polityk (ur. 1886)
- 1940:
  - Israel F. Fischer, amerykański sędzia, polityk pochodzenia żydowskiego (ur. 1858)
  - Selma Lagerlöf, szwedzka pisarka, laureatka Nagrody Nobla (ur. 1858)
- 1942:
  - Paweł Andrejew, polski adwokat pochodzenia rosyjskiego (ur. 1887)
  - Władimir Brand, rosyjski podpułkownik, emigracyjny poeta, publicysta i działacz antysowiecki (ur. 1892)
  - Stanisław Dudziński, polski działacz duchowny katolicki, działacz społeczny i niepodległościowy (ur. 1878)
  - August von Gödrich, niemiecki kolarz szosowy (ur. 1859)
- 1944 – Wojciech Rogaczewski, polski duchowny katolicki (ur. 1888)
- 1945:
  - Emilia Gierczak, polska podporucznik (ur. 1925)
  - Maurice Halbwachs, francuski socjolog, filozof, wykładowca akademicki (ur. 1877)
- 1949:
  - Iwan Sawicz, rosyjski działacz i publicysta emigracyjny (ur. 1898)
  - Dmitrij Sobolew, rosyjski paleontolog, zoolog, wykładowca akademicki (ur. 1872)
  - Daniił Wietrienko, rosyjski i ukraiński generał, współpracownik radzieckich służb specjalnych (ur. 1882)
- 1950 – Grigorij Maksimow, ukraiński anarchosyndykalista (ur. 1893)
- 1951:
  - Hermann Gielow, niemiecki SS-Hauptscharführer, zbrodniarz nazistowski (ur. 1892)
  - Janusz Jędrzejewicz, polski major piechoty, pedagog, polityk, poseł na Sejm, senator, minister wyznań religijnych i oświecenia publicznego, premier RP (ur. 1885)
- 1954 – Jan Welisław Lewicki, polski prawnik, działacz polonijny, fotograf, podróżnik (ur. 1869)
- 1955:
  - Stanisław Górski, polski malarz portrecista (ur. 1887)
  - Alojzy Liechtenstein, książę von und zu Liechtenstein (ur. 1869)
  - Nicolas de Staël, francuski malarz pochodzenia rosyjskiego (ur. 1914)
- 1956 – Günther Trauer, niemiecki inżynier budownictwa, urbanista, polityk komunalny (ur. 1878)
- 1957:
  - Constantin Brâncuși, rumuńsko-francuski rzeźbiarz (ur. 1876)
  - Adolf Joszt, polski profesor technologii chemicznej, prekursor biotechnologii i ochrony środowiska (ur. 1889)
  - Abolghasem Lahuti, perski i tadżycki poeta, działacz polityczny (ur. 1887)
- 1958:
  - Lajčo Budanović, chorwacki duchowny katolicki, administrator apostolski Jugosłowiańskiej Baczki (ur. 1873)
  - Samuel B. Hill, amerykański polityk (ur. 1875)
- 1959:
  - Leopold Casper, niemiecki urolog, wykładowca akademicki (ur. 1859)
  - Stefania Jarkowska, polska aktorka (ur. 1898)
- 1960 – Jerzy Barthel de Weydenthal, polski dyplomata (ur. 1882)
- 1961:
  - Chen Geng, chiński generał, działacz komunistyczny (ur. 1903)
  - Václav Talich, czeski dyrygent, pedagog (ur. 1883)
- 1962:
  - Aatos Jaskari, fiński zapaśnik (ur. 1904)
  - Fred Pentland, angielski piłkarz, trener (ur. 1883)
- 1963:
  - William Beveridge, brytyjski ekonomista, wykładowca akademicki (ur. 1879)
  - Józef Ksawery Grodecki, polski nauczyciel, literat, dziennikarz, działacz polityczny i oświatowy (ur. 1870)
  - Elżbieta Maria Habsburg, arcyksiężniczka austriacka (ur. 1883)
- 1965:
  - William Crosson Feazel, amerykański polityk (ur. 1895)
  - Bolesław Kielski, polski filolog, romanista, wykładowca akademicki (ur. 1879)
  - Thomas Asagoro Wakida, japoński duchowny katolicki, biskup jokohamski (ur. 1881)
  - Justyn Wojsznis, polski wspinacz, publicysta (ur. 1909)
- 1968:
  - Gunnar Ekelöf, szwedzki poeta (ur. 1907)
  - Eleonora Sears, amerykańska tenisistka (ur. 1881)
- 1969 – Giuliano Taccola, włoski piłkarz (ur. 1942)
- 1970:
  - Jerzy Szaniawski, polski prozaik, dramaturg, felietonista (ur. 1886)
  - Tammi Terrell, amerykańska piosenkarka (ur. 1945)
- 1971:
  - Bebe Daniels, amerykańska aktorka pochodzenia hiszpańskiego (ur. 1901)
  - Thomas Dewey, amerykański polityk (ur. 1902)
- 1973:
  - Heinrich Lauterbach, niemiecki architekt (ur. 1893)
  - Cecil Thompson, południowoafrykański pilot wojskowy, as myśliwski (ur. 1894)
- 1974:
  - Stanisław Nałęcz-Korzeniowski, polski oficer wywiadu wojskowego, dyplomata (ur. 1899)
  - Hans-Gösta Pehrsson, szwedzki dowódca wojskowy, kolaborant (ur. 1910)
- 1975 – T-Bone Walker, amerykański wokalista i gitarzysta bluesowy (ur. 1910)
- 1978:
  - Georgi Dimitrow, bułgarski piłkarz (ur. 1931)
  - Renny Ottolina, wenezuelski prezenter, producent i polityk (ur. 1928)
  - Paul Sjöberg, fiński żeglarz sportowy (ur. 1897)
  - Janusz Wilhelmi, polski polityk, kierownik resortu kultury i sztuki (ur. 1927)
- 1979 – Jean Monnet, francuski polityk, ekonomista (ur. 1888)
- 1980 – Paul Thalmann, szwajcarski pisarz, redaktor, komunista, anarchista (ur. 1901)
- 1982 – Walter Rangeley, brytyjski lekkoatleta, sprinter (ur. 1903)
- 1983:
  - Arthur Godfrey, amerykański spiker radiowy i telewizyjny, komik (ur. 1903)
  - Ernie Royal, amerykański trębacz jazzowy (ur. 1921)
- 1984:
  - Jan Korcz, polski malarz (ur. 1905)
  - Karol Pionnier, polski inżynier mechanik, konstruktor samochodowy (ur. 1913)
- 1985:
  - František Pelcner, czeski piłkarz (ur. 1909)
  - Ziemowit Ratajski, polski inżynier, konstruktor (ur. 1908)
  - Roger Sessions, amerykański kompozytor, pedagog (ur. 1896)
- 1986 – Ludwik Krzyżanowski, polski anglista, tłumacz, działacz polonijny (ur. 1906)
- 1987:
  - Raymond Passello, szwajcarski piłkarz (ur. 1905)
  - Johann Otto von Spreckelsen, duński architekt (ur. 1929)
- 1988 – Erich Probst, austriacki piłkarz (ur. 1927)
- 1989 – Jan Rąb, polski duchowny katolicki, pedagog, pisarz, historyk (ur. 1919)
- 1990:
  - Wiktoryn (Bielajew), rosyjski biskup prawosławny (ur. 1903)
  - Fritz Ewert, niemiecki piłkarz, bramkarz (ur. 1937)
- 1991:
  - James Darcy Freeman, australijski duchowny katolicki, arcybiskup metropolita Sydney, kardynał (ur. 1907)
  - Walter Georg Kühne, niemiecki paleontolog (ur. 1911)
  - Santa Scorese, włoska Służebnica Boża (ur. 1968)
- 1992 – Aloysius Schwartz, amerykański duchowny katolicki, Sługa Boży (ur. 1930)
- 1993:
  - Mohammad Khan Junejo, pakistański polityk, premier Pakistanu (ur. 1932)
  - Chishū Ryū, japoński aktor (ur. 1904)
- 1994 – Mykoła Kudrycki, ukraiński piłkarz (ur. 1962)
- 1995:
  - Paul Kipkoech, kenijski lekkoatleta, długodystansowiec (ur. 1963)
  - Arthur Mollner, amerykański koszykarz (ur. 1912)
  - Heinrich Sutermeister, szwajcarski kompozytor (ur. 1910)
- 1996 – Zygmunt Pytko, polski żużlowiec (ur. 1937)
- 1997:
  - Leda Gloria, włoska aktorka filmowa (ur. 1912)
  - Kustaa Inkeri, fiński astronom, matematyk (ur. 1908)
  - Tadeusz Zabłocki, polski prawnik, publicysta (ur. 1904)
- 1998 – Derek Barton, brytyjski chemik, laureat Nagrody Nobla (ur. 1918)
- 1999 – Gratien Gélinas, kanadyjski aktor, reżyser teatralny, dramaturg (ur. 1909)
- 2000:
  - Johann Kroll, polski działacz mniejszości niemieckiej (ur. 1918)
  - Pawieł Prudnikau, białoruski prozaik, poeta (ur. 1911)
- 2001 – Bob Wollek, francuski kierowca wyścigowy (ur. 1943)
- 2002:
  - Salih Hasan Chunajfis, izraelski polityk pochodzenia druzyjskiego (ur. 1913)
  - Lucjan Kieszczyński, polski historyk ruchu robotniczego, działacz partyjny (ur. 1918)
- 2003:
  - Lawrence Hugh Aller, amerykański astronom, astrofizyk (ur. 1913)
  - Rachel Corrie, amerykańska aktywistka pokojowa (ur. 1979)
  - Ronald Ferguson, brytyjski major, gracz polo (ur. 1931)
  - Lars Passgård, szwedzki aktor (ur. 1941)
  - Teemu Raimoranta, fiński gitarzysta, członek zespołu Finntroll (ur. 1977)
- 2004:
  - Szamseddin Sejjed Abbasi, irański zapaśnik (ur. 1943)
  - Andrzej Bartnicki, polski historyk (ur. 1933)
  - Jeannie Ebner, austriacka pisarka (ur. 1918)
  - Jakub (Panczuk), ukraiński biskup prawosławny (ur. 1931)
  - Jai Pratap Rana, nepalski dyplomata (ur. 1938)
  - Maria Simma, austriacka mistyczka (ur. 1915)
  - Hana Zelinová, słowacka poetka, pisarka, dramaturg, autorka książek dla dzieci i młodzieży (ur. 1914)
- 2005:
  - Mohammed Bijeh, irański seryjny morderca i pedofil (ur. 1975)
  - Sergiu Cunescu, rumuński inżynier, polityk (ur. 1923)
  - Ralph Erskine, brytyjsko-szwedzki architekt (ur. 1914)
  - John Tojeiro, brytyjski inżynier, konstruktor samochodów wyścigowych pochodzenia portugalskiego (ur. 1923)
- 2006 – Andrzej Litwornia, polski historyk literatury, eseista (ur. 1943)
- 2007:
  - Georges Bordonove, francuski historyk, pisarz (ur. 1920)
  - Witalis Raczkiewicz, polski pianista, pedagog (ur. 1937)
  - Antoni Wesołowski, polski polityk, poseł na Sejm RP (ur. 1916)
- 2008:
  - Anura Bandaranaike, lankijski polityk (ur. 1949)
  - Ola Brunkert, szwedzki perkusista (ur. 1946)
- 2009:
  - Totte Åkerlund, szwedzki curler (ur. 1915)
  - Maria Burska-Przybora, polska śpiewaczka operowa (sopran liryczny) (ur. 1910)
  - Roland Dantes, filipiński aktor (ur. 1945)
  - Franz Feldinger, austriacki piłkarz, trener (ur. 1928)
  - Marvin Sutton, amerykański bimbrownik (ur. 1946)
- 2010:
  - Sándor Bakos, węgierski piłkarz (ur. 1939)
  - Ksenija Pajčin, serbska piosenkarka (ur. 1977)
  - Jelena Tairowa, rosyjska szachistka pochodzenia białoruskiego (ur. 1991)
- 2011 – Carel Boshoff, południowoafrykański teolog protestancki, działacz kulturalny (ur. 1927)
- 2012:
  - Estanislao Basora, hiszpański piłkarz narodowości katalońskiej (ur. 1926)
  - Zygmunt Broniarek, polski publicysta, felietonista, dziennikarz (ur. 1925)
  - Peter Serracino Inglott, maltański duchowny katolicki, filozof, wykładowca akademicki (ur. 1936)
  - Ryszard Waldeck-Ostromęcki, polski aktor, reżyser, scenarzysta (ur. 1932)
- 2013:
  - Larcenia Bullard, amerykańska polityk (ur. 1947)
  - Jason Molina, amerykański wokalista, gitarzysta, kompozytor (ur. 1973)
  - Marina Solodkin, izraelska polityk (ur. 1952)
  - Frank Thornton, brytyjski aktor (ur. 1921)
- 2014:
  - Gary Bettenhausen, amerykański kierowca wyścigowy (ur. 1941)
  - Frank Oliver, nowozelandzki rugbysta (ur. 1948)
- 2015:
  - Andy Fraser, brytyjski basista, kompozytor, członek zespołu Free (ur. 1952)
  - Johannes Gründel, niemiecki duchowny i teolog katolicki (ur. 1929)
  - Stanisław Strzyżyński, polski rzeźbiarz, medalier, malarz (ur. 1923)
- 2016:
  - Aleksandr Jesienin-Wolpin, rosyjski matematyk, dysydent, poeta (ur. 1924)
  - Frank Sinatra Jr., amerykański piosenkarz (ur. 1944)
- 2017:
  - James Cotton, amerykański muzyk, wokalista, autor tekstów (ur. 1935)
  - Torgny Lindgren, szwedzki pisarz (ur. 1938)
  - Anna Marczuk-Paszkiewicz, polska sztangistka (ur. 1983)
  - Jolanta Molenda, polska siatkarka (ur. 1963)
- 2018:
  - Böyükağa Hacıyev, azerski piłkarz, trener (ur. 1958)
  - Ezequiel Orozco, meksykański piłkarz (ur. 1988)
  - Franciszek Szelwicki, polski związkowiec, działacz opozycji antykomunistycznej, polityk, poseł na Sejm RP (ur. 1941)
  - Hilary (Szyszkowski), ukraiński duchowny prawosławny, biskup makarowski (ur. 1969)
- 2019:
  - Dick Dale, amerykański gitarzysta rockowy (ur. 1937)
  - Grzegorz Ilka, polski związkowiec, działacz opozycji antykomunistycznej (ur. 1963)
  - Alan Krueger, amerykański ekonomista (ur. 1960)
  - Muhammad Mahmud wuld Luli, mauretański generał, polityk, prezydent Mauretanii (ur. 1943)
- 2020:
  - Nicolas Alfonsi, francuski prawnik, adwokat, samorządowiec, polityk, eurodeputowany (ur. 1936)
  - Ranveig Frøiland, norweska polityk, minister przemysłu i energii (ur. 1945)
  - Hashem Bathaie Golpayegani, irański duchowny szyicki, polityk (ur. 1941)
  - Mirosław Krachulec, polski kierowca rajdowy i wyścigowy (ur. 1952)
  - Saskia Post, amerykańska aktorka (ur. 1961)
  - Stuart Whitman, amerykański aktor (ur. 1928)
- 2021:
  - David Dias Pimentel, portugalski duchowny katolicki, biskup São João da Boa Vista (ur. 1941)
  - Krystyna Konarska, polska piosenkarka (ur. 1941)
  - Erhan Önal, turecki piłkarz (ur. 1957)
  - Borys Rassychin, ukraiński piłkarz, trener (ur. 1937)
  - Sabine Schmitz, niemiecka kierowczyni wyścigowa, osobowość telewizyjna (ur. 1969)
- 2022:
  - Egidius Braun, niemiecki działacz piłkarski (ur. 1925)
  - Tadeusz Dmochowski, polski politolog, wykładowca akademicki (ur. 1962)
  - Dzintars Jaundžeikars, łotewski przedsiębiorca, polityk, minister spraw wewnętrznych (ur. 1956)
  - Włodzimierz Nowak, polski aktor (ur. 1942)
  - Józef Różański, polski polityk, poseł na Sejm PRL (ur. 1931)
  - Kunimitsu Takahashi, japoński kierowca i motocyklista wyścigowy (ur. 1940)
  - Helene Vannari, estońska aktorka (ur. 1948)
- 2023:
  - Ángel Fournier, kubański wioślarz (ur. 1987)
  - José Francisco Moreira dos Santos, angolski duchowny katolicki, kapucyn, biskup Uije (ur. 1928)
  - Victor Ocampo, filipiński duchowny katolicki, biskup Gumaca (ur. 1952)
- 2024:
  - Ernest Bryll, polski prozaik, poeta, dramaturg, autor tekstów piosenek, dziennikarz, tłumacz, krytyk filmowy, dyplomata (ur. 1935)
  - Sławomir Filipowski, polski lekkoatleta, płotkarz, trener (ur. 1959)
  - David Seidler, brytyjski dramaturg, scenarzysta filmowy i telewizyjny (ur. 1937)
- 2025 – Émilie Dequenne, belgijska aktorka (ur. 1981)